# Abolhasan Diba
Abolhasan Diba (persiska: ابوالحسن دیبا Abolhasan-e Dibā), född den 4 januari 1894 i Tabriz, Iran, död den 16 april 1982 i Lausanne, Schweiz, var en iransk politiker, ekonom, entreprenör, affärsman och  inflytelserik societetsperson under Pahlavidynastin. Han var halvbror till Irans premiärminister Mohammad Mosaddegh och släkting till drottningen Farah Pahlavi (född Diba).

## Familjebakgrund
Abolhasan Diba föddes i en välbärgad familj som spårar sin antavla tillbaka till 800-talet. Hans mor, Najm os-Saltane Malektaj Firuz, var en qajarisk prinsessa och hans far Fazlollah Vakil ol-Molk, var privat rådgivare till kronprins Mozaffar od-din Mirza. Modern var barnbarns barn till Fath-Ali Shah genom den dåvarande tronarvingen Abbas Mirza. Vid födseln tilldelades Abolhasan adelstiteln "Seqat od-Doule" ("Statens förtrogne"). Han hade fyra syskon: systrarna Zarrin Taj Shoukat od-Doule, Eshrat od-Doule och Amine Daftar ol-Moluk, samt brodern Mohammad Mosaddegh. Vid faderns död 1902 flyttade familjen till huvudstaden Teheran.

## Karriär
1909 följde Abolhasan med sin halvbror, Mohammad Mossadegh, för studier till Schweiz och Frankrike. Han tog en akademisk examen i ekonomi och administration från Institut d'études politiques de Paris i den franska huvudstaden. När han återvände till Iran efter examen, blev han statsanställd och tillträdde som biträdande finansminister. Han gifte sig med Puran Vakili och paret fick barnen Farhad (f. 1937) och Malektaj.
Efter statskuppen i Persien 1921 lämnade Abolhasan sina statliga uppdrag, sålde sina markinnehav och inledde privata affärer, vilket ogillades av hans aristokratiska mentorer. Han startade företaget Diba & Bayat, som senare blev Abolhasan Diba Company. Han var en varm förespråkare av modernitet och modern livsstil. 
Abolhasan införde en rad innovativa system och produkter i Iran, däribland de första lastbilarna från Leyland Motors och moderna jordbruksmaskiner. Han inrättade den första väg- och vattenbyggnadsmyndigheten som bl.a. ansvarade för anläggning av broar, vägar, byggnader och den transiranska järnvägen. Han introducerade modern telefoni och öppnade den första telefonväxeln i Iran. 1940 grundade han Park Hotel i centrala Teheran, det första moderna lyxhotellet i landet. Efter Andra världskriget ansvarade han för importen av de första moderna hissarna till Iran. 1957 importerade han det första systemet för automatisk databehandling som inkluderade en elektrisk digital dator från det brittiska företaget Stantec Zebra.
När Mohammad Mosaddegh blev regeringschef i Iran 1951 utsåg han Abolhasan till chef för offentliga upphandlingar. Efter Mohammad Mosaddeghs död blev Abolhasan Diba föreståndare för Najmieh-sjukhuset, en stor sjukvårdsinrättning i centrala Teheran. Sjukhuset grundades 1903 av hans mor och var det första moderna iranska sjukhuset som tog emot obemedlade patienter. Under Abolhasans övervakning skickades hundratals studenter till Västeuropa och USA för att utbildas inom så skiftande områden som hotelldrift, medicin, kokkonst, maskinteknik, elektroteknik och datateknik. En av dem som skickades till kockutbildning i Paris var hans afrikanskättade betjänt Said.

## Revolution och död
Abolhasan Diba lämnade Iran för gott i samband med revolutionen 1979, förkrossad över att hans långvariga ekonomiska och sociala ansträngningar gått i spillror. Alla hans tillgångar och fastigheter, inklusive Park Hotel, som hade vuxit till ett femstjärnig institution med 500 rum, beslagtogs av de nya islamistiska makthavarna. Abolhasan hade ägnat sextio år åt att investera sina kunskaper och sin förmögenhet i Irans utveckling. Den personliga chocken var så stor att han fick tillbringa de två sista åren av sitt liv på sjukhus och avled i Lausanne, Schweiz, våren 1982.